# Bázosd
.

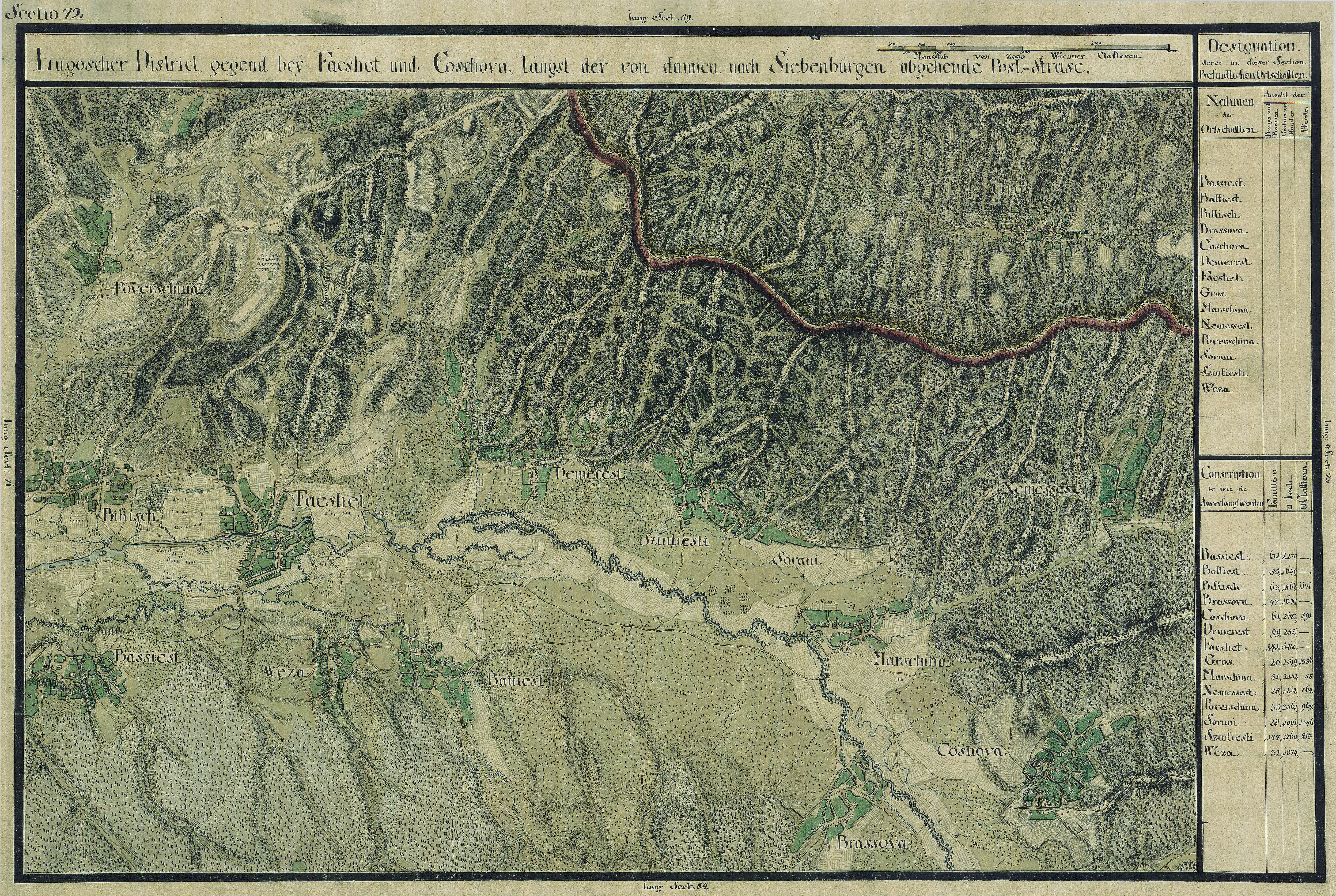
Bázosd egy régi, az 1700-as évekből való térképen

Bázosd, románul: Begheiu Mic, település Romániában, a Bánságban, Temes megyében.

## Fekvése
Lugostól északkeletre, Facsádtól nyugatra, a Dévára menő út mellett fekvő település.

## Története
Bázosd, a középkorban Krassó vármegyéhez tartozott. Nevét 1690–1700 között említette először oklevél Basiestj néven. 1808-ban Basziest, Basziesti, 1888-ban Bazest, 1913-ban Bázosd néven írták.
A trianoni békeszerződés előtt Krassó-Szörény vármegye Facsádi járásához tartozott.
1910-ben 585 lakosából 575 román volt. Ebből 581 görögkeleti ortodox volt.